# Buza (Cluj)
Pour les articles homonymes, voir Buza.
Buza est une commune de Transylvanie, en Roumanie, dans le județ de Cluj. Elle est composée des villages Buza et Rotunda.